# Scelotes montispectus
Espèce
Statut de conservation UICN

 NT  : Quasi menacé
Scelotes montispectus est une espèce de sauriens de la famille des Scincidae.

## Répartition
Cette espèce est endémique de la province de Cap-Occidental en Afrique du Sud. Elle vit dans la végétation clairsemée dans les dunes côtières.

## Étymologie
Le nom spécifique montispectus vient du latin mons, la montagne, et de specio, regarder, en référence à l'endroit où a été découvert ce saurien, qui offre une très belle vue sur la montagne de la Table.

## Publication originale
- Bauer, Whiting & Sadlier, 2003 : A new species of Scelotes, from near Cape Town, Western Cape Province, South Africa. Proceedings of the California Academy of Sciences, sér. 4, vol. 54, no 13, p. 231-237 (texte intégral).